# Tavola kalinolistá
Tavola kalinolistá (Physocarpus opulifolius (L.) Maxim.) je druh rostliny patřící do čeledi růžovité (Rosaceae).

## Vědecká synonyma
- Opulaster opulifolius (L.) Kuntze
- Spiraea opulifolia L.

## Původ
Severní Amerika, USA, Kanada.

## Popis
Tavola kalinolistá je opadavý keř rostoucí do výšky dvou až tří metrů (často je uváděna výška 1 m), s jednoduchými listy na obloukovitých větvích. Květy jsou bílé. Kvete v květnu až červnu, květenství je chocholík pětičetných květů, podobných květům tavolníků.
Listy jsou hluboce laločnaté a zubaté. Cenné je kvetení zejména u červenolistých kultivarů, protože poměrně malé bílé květy jsou na tmavém olistění nápadné.

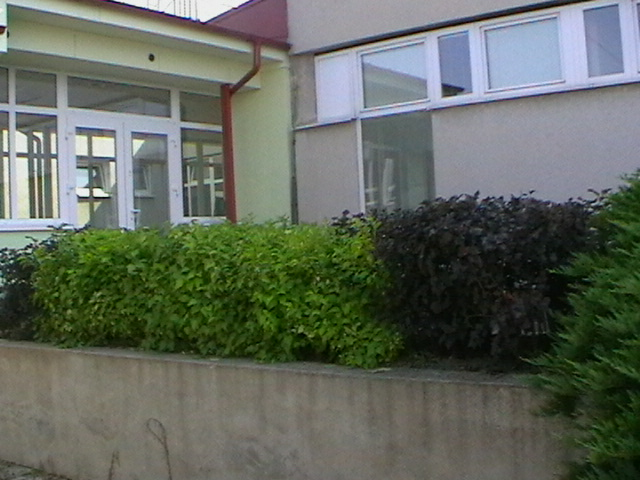
Tavola jako živý plot (2× ročně řezaný)

## Použití
Kultivary tavoly (Physocarpus opulifolius) jsou v Evropě široce užívány jako okrasný keř pro nápadně zbarvené listy. Nejvíce ceněné jsou sytě zbarvené červené kultivary. Jsou použitelné na živé ploty i jako solitéry nebo do stříhaných tvarů. Tavola je otužilý keř a kromě zamokřených a suchých půd nenáročný. Snáší teploty do –42 °C. Plodenství kultivarů jsou zpočátku zářivě barevná.
Snadno a dobře se tvaruje, tvarovací řez snáší velice dobře. Pokud má dostatek prostoru, drží si kulovitý tvar a nevyžaduje pravidelnou úpravu řezem.
Tavola kalinolistá roste ve stínu (pod korunami vysokých stromů) i na přímém slunci. Snese částečně znečištěné ovzduší, je dobrá meliorační dřevina, lze ji použít ke zpevnění náspů. Používá se i v bažantnicích a remízcích jako nízká krycí dřevina.

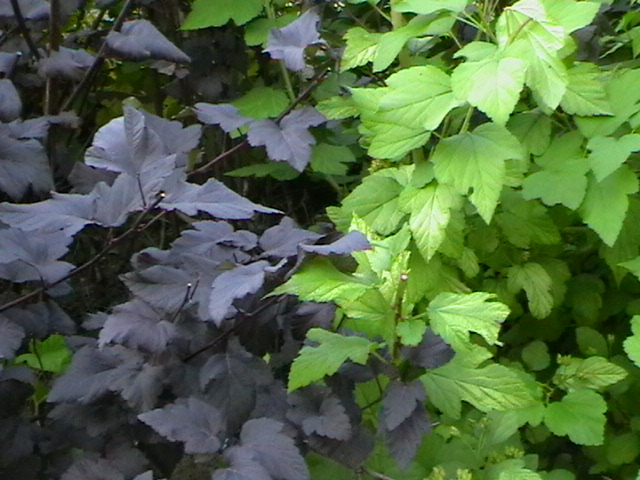
Srovnání kultivarů 'Diabolo' a 'Luteus', letní olistění

### Medicinální použití
Čaj z drcené kůry působí jako laxativum a emetikum (průjem a zvracení). Doporučuje se užívat rostlinu pouze pod dohledem lékaře. Může být toxická.

## Kultivary
- Physocarpus opulifolius 'Luteus' – na jaře žluté listy, později žlutozelené. Tento kultivar vyžaduje stinnější polohy, na výsluní se listy snadno popálí sluncem.
- Physocarpus opulifolius 'Diabolo'® (Physocarpus opulifolius ‘Monlo’) – celoročně tmavě červené listy, množení kultivaru je porušováním autorských práv.
- Physocarpus opulifolius 'Lady in Red'® – červené listy, množení kultivaru je porušováním autorských práv.
- Physocarpus opulifolius 'Andre' – celoročně červenolistý kultivar, tmavě červené, zářivě červené odstíny listů, oblíbený kultivar.
- Physocarpus opulifolius 'Dart's Gold' – žlutolistý keř, výška okolo 2m; rostlina vyžaduje stinné polohy, protože na výsluní se listy pravidelně popálí sluncem.

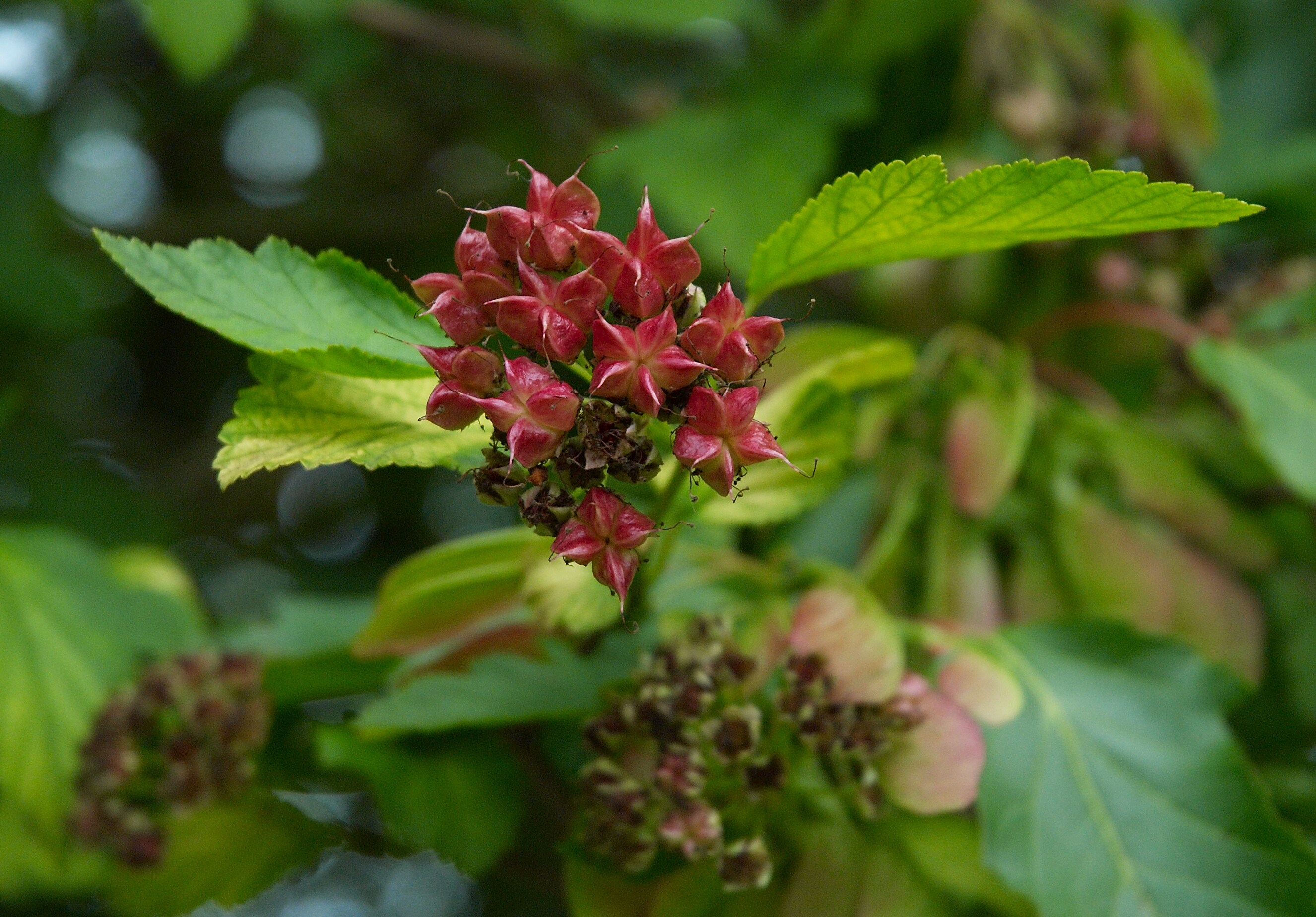
Plodenství